# Теорема

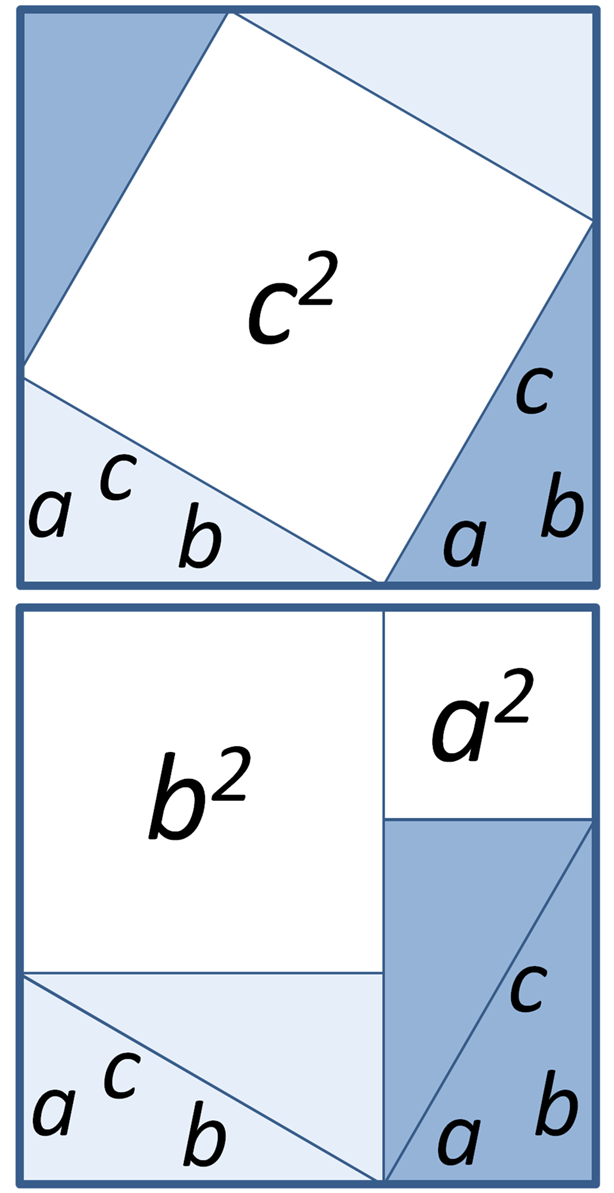
Теорема Піфагора має принаймні 370 відомих доведень.

Теоре́ма (грец. θεώρημα — «вигляд, уявлення, положення») — твердження у математиці, для якого в теорії, яку розглядають, існує доказ (інакше кажучи, доведення). Вихідним пунктом для теорем є аксіоми, які приймаються істинними без всяких доказів або обґрунтувань.
У математичних текстах теоремами зазвичай називають тільки досить важливі твердження. При цьому необхідні докази зазвичай ким-небудь знайдені (виняток становлять переважно роботи з логіки, в яких вивчається саме поняття доказу, а тому в деяких випадках теоремами називають навіть невизначені твердження). Менш важливі твердження-теореми зазвичай називають лемами, твердженнями, наслідками, та іншими подібними термінами. Твердження, про які невідомо, чи є вони теоремами, зазвичай називають гіпотезами.
У деяких випадках близькі до теорем за значущістю твердження залежно від їхнього вмісту можуть також називатися критеріями, умовами, формулами тощо.

## Неформальне визначення теорем
Відповідно до логіки, більшість теорем є формою індикативного виведення: якщо A, то B. Така теорема не стверджує B, а стверджує, що B є необхідним наслідком із A. В такому випадку A називається гіпотезою даної теореми («гіпотеза» це поняття що є відмінним від припущення), а B є висновком (формально, A і B називаються попереднім твердженням і наслідком). Теорема, що звучить: «Якщо n є парним натуральний числом тоді n/2 також є натуральним числом» є типовим прикладом в якому гіпотезою є те, що «n є парним натуральним числом» а наслідком є, те що «n/2 також буде натуральним числом».
Для можливості доведення, теорема повинна висловлюватися як чітке, формалізоване твердження. Однак, теореми зазвичай виражають на звичайній мові ніж у повністю символічній формі, із таким наміром, що читач може утворити формальне твердження з неформального.
Загальним підходом у математиці є визначення набору гіпотез у даній мові і твердження, що ця теорія буде складатися з усіх тверджень, що виведені із даних гіпотез. Такі гіпотези утворюють фундаментальний базис цієї теорії і називаються аксіомами або постулатами. Галузь математики, що називається теорією доведення вивчає формальні мови, аксіоми і структуру доведень.

Плоска мапа із п'ятьма кольорами на якій немає таких областей де б поруч зустрічалися однакові кольори. Насправді, таким чином її можна зафарбувати лише за допомогою чотирьох кольорів. Теорема про чотири кольори стверджує, що таке забарвлення можливе для будь-якої мапи на площині, але кожне з відомих доведень потребує здійснювати обчислюваний пошук, який є занадто довгим, аби перевірити правильність теореми вручну.

Деякі теореми є «тривіальними», в тому сенсі що вони випливають із визначень, аксіом, або інших теорем очевидним шляхом і не мають ніякої неочікуваної новизни. З іншого боку, деякі теореми можна назвати «глибокими», оскільки їх доведення може бути довгим і складним, і застосовувати галузі математики значно віддалені від твердження самої теореми, або показувати неочікуваний зв'язок між різними галузями математики. Теорема в тому числі може мати просте формулювання, але бути складною у доведенні. Блискучим прикладом такої теореми є Велика теорема Ферма, а також існує багато інших прикладів простих, але глибоких теорем в теорії чисел і комбінаториці, та інших.
Інші теореми мають відомі доведення, які не так легко записати. Найвидатнішим прикладом такої теореми є теорема про чотири фарби і гіпотеза Кеплера. Обидві ці теореми, як відомо, є істинними але це потребує спрощувати їх до обчислюваного пошуку, який перевіряється за допомогою комп'ютерної програми. Спочатку, більшість математиків не сприйняли таку форму доведення, але згодом воно стало більш широко прийнятим. Математик Дорон Зеілбергер навіть зайшов так далеко, що можливо це єдиний не тривіальний висновок, який математики коли-небудь змогли довести. Багато математичних теорем можливо спростити до прямолінійніших  розрахунків, включаючи тотожності з багатьма членами, тригонометричні тотожності і гіпергеометричні тотожності.
Щоб математичне твердження стало теоремою, його необхідно довести, тобто, необхідно показати лінію обґрунтування починаючи від системи аксіом (і інших, вже доведених теорем), що приведе до згаданого твердження. Доведення, розглядають чимось окремим від самого твердження теореми, і хоча може існувати більш ніж один спосіб доведення однієї теореми, достатньо лише одного щоб твердження отримало статус теореми. Теорема Піфагора і квадратичний закон взаємності, є претендентами на те, щоб стати теоремами з найбільшою кількістю різних доведень.

## Термінологія
Існує ряд термінів, що визначають математичне твердження; ці терміни вказують на те, яку роль відіграють ці твердження в конкретній тематиці. Різниця між термінами іноді не чітка і їх використання змінювалося із часом.
- Аксіома або постулат — твердження, яке приймається істинним без доказів і вважається основоположним для згаданого предмета дослідження. Історично такі твердження розглядали як «самоочевидні», але останнім часом їх заведено називати припущеннями, які характеризують предмет дослідження. В класичній геометрії, аксіоми є загальними твердженнями, а постулатами є твердження про геометричні об'єкти.[5] Визначення також приймається без доказів, оскільки воно просто дає пояснення слову або фразі в термінах відомих понять.
- Недоведене твердження, яке вважається істинним називається припущенням (або іноді гіпотезою, але із іншим значенням ніж описане вище). Щоб розглядати твердження як гіпотезу, його слід озвучувати публічно, часто із указанням імені людини, що запропонувала її на загальний розсуд, наприклад як Гіпотеза Гольдбаха. До інших відомих припущень належать Гіпотеза Коллатца та Гіпотеза Рімана. З іншого боку, Велика теорема Ферма завжди була відома під такою назвою, навіть тоді, коли вона ще не була доведена; і ніколи не існувало поняття «Гіпотези Ферма».
- Висловлювання це теорема меншої значущості. Цей термін іноді асоціюють із твердженням, що має просте доведення, а термін теорема зазвичай використовують більш важливі результати або ті, що мають довше складне доведення. Деякі автори ніколи не використовують такого поняття, а інші використовують термін «теорема» лише для фундаментальним результатам. В класичній геометрії, цей термін вживали інакше: В Началах Евкліда (300 р. до н. е.), всі теореми і геометричні конструкції називалися «висловлюваннями» незалежно від їх важливості.
- Лема це «допоміжна теорема», це висловлювання із обмеженим застосуванням, за винятком того, що вона є частиною доведення більшої теореми. В деяких випадках, коли відносна важливість різних теорем стає чіткішою, те що іноді розглядали як лему, згодом стає теоремою, але слово «лема» залишається в назві. Такими прикладами є Лема Гауса, Лема Цорна, і Фундаментальна лема.
- Наслідок це твердження що випливає як наслідок доказу іншої теореми і не потребує складного доведення.[6] Наслідком, може бути теорема доведена для обмеженішого часткового випадку. Наприклад, теорема, що стверджує що всі кути прямокутника є прямими кутами має наслідок, що всі кути квадрата (що є частковим випадком прямокутника) теж є прямими кутами.
- Обернення теореми це твердження, що утворене взаємною перестановкою того, що дано в теоремі і що необхідно довести. Наприклад, теорема про рівнобедрений трикутник стверджує, що дві сторони трикутника будуть рівними, коли рівними є два кути. Як обернене твердження, коли дане (дві сторони є рівними) і те, що необхідно довести (рівними будуть два кути) взаємно замінені, таким чином оберненням є твердження, що два кути трикутника будуть рівними, коли рівними є дві сторони. В наведеному прикладі, обернену теорему можна довести як окрему теорему, але часто це буває не так. Наприклад, для твердження що два прямі кути є рівними кутами буде обернене твердження, що два рівні між собою кути є прямими кутами, але очевидно що це не обов'язково так.[7]
- Узагальнення це загальна теорема, яка містить попередньо доказану теорему як частковий випадок, а отже як наслідок загальної.

Існують і інші терміни, не так часто вживані, які мають відношення до доведених тверджень, тому деякі теореми називаються так історично або мають своєрідні назви. Наприклад:
- Тотожність це рівність, яку містить теорема, що встановлена між двома математичними виразами, що є дійсною для всіх значень будь-якої змінної або параметру, що зустрічаються в даних виразах. Наприклад, такими є Формула Ейлера і Тотожність Вандермонда.
- Правило це теорема, така як Правило Баєса чи Правило Крамера, яка доводить корисну формулу.
- Закон або принцип це теорема, яка застосовується для широкого діапазону умов. Прикладами таких є Закон великих чисел, Теорема косинусів, Закон нуля і одиниці і Принцип Діріхле.

## Зв'язок із науковими теоріями

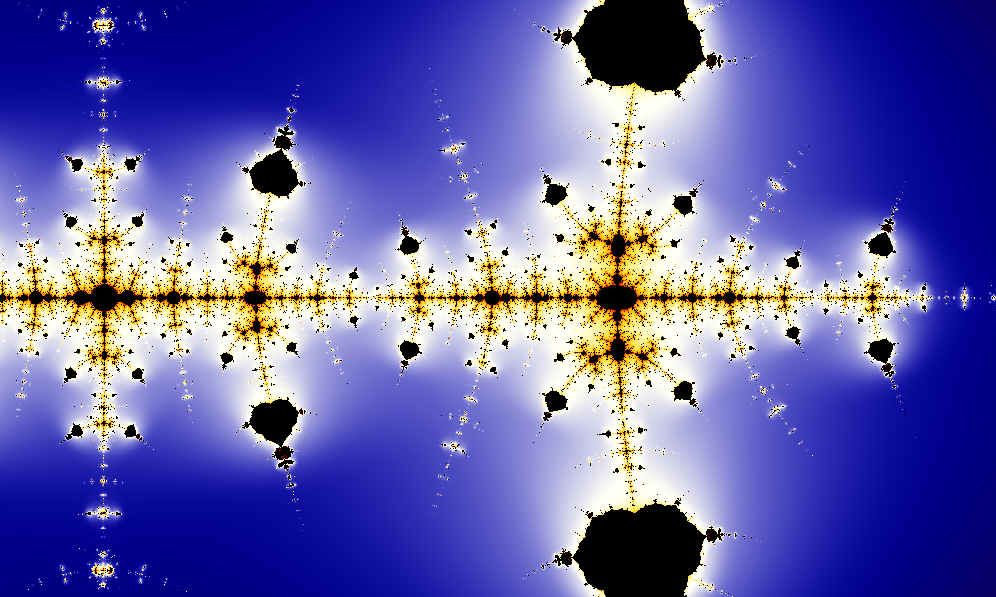
Гіпотеза Коллатца: один із способів проілюструвати його складність полягає в тому, щоб розширити ітерації від натуральних чисел до комплексних. Результатом є фрактал, який (відповідно до універсальності) нагадує множину Мандельброта.

Теореми в математиці і наукові теорії є фундаментально різними у своїй епістемології. Наукову теорію не можна довести; її ключовим атрибутом є те що вона фальсифікується, тобто, робить припущення про реальний світ, яке перевіряється експериментом. Будь-яка розбіжність між припущенням і експериментом показують неправдивість наукової теорії, або межу її точності і область вірності. Математичні теореми, з іншого боку, є чисто абстрактними формальними твердженнями: доказ теореми не може включати експерименти чи інші емпіричні докази, які використовують для підтримки наукових теорій.
Тим не менш, деякою мірою емпіризм і збір даних використовують при відкритті математичних теорем. Встановивши закономірність, іноді із використанням потужності комп'ютерів, математики можуть скласти ідею про те, що необхідно довести, і в деяких випадках спланувати процедуру доведення. Наприклад, Гіпотеза Коллатца була перевірена за допомогою розрахунків для приблизно перших 2.88 × 1018 значень. Гіпотеза Рімана була перевірена для перших 10 трильйонів нулів зета функції. Жодна з цих гіпотез не доведена остаточно.